# 小蓮古墳
小蓮古墳（日语：／ Kohasukofun）是位於日本高知縣南國市岡豐町小蓮的一座古墳，與朝倉古墳、明見彥山1號墳並稱土佐三大古墳。

## 概要
古墳位處於南國市西部，標高約20米的地方。1972年，進行了墳丘測量調查、石室實測調查和石室考古調查，高知大學人文學部考古學研究室在2004年進行了石室3D數碼測量。
古墳現狀呈楕圓形，建造初時的墳形則不明，古墳南北長28米、東西長22米、高7.13米。墓室為兩袖式橫穴式石室，在明治時間期時墳丘西南面已經有缺口。古墳的石室連同玄室和羡道，總長10.8米，為高知縣最大規模，其中玄室的床面鋪有割石。在考古調査中，古墳出土了須惠器、金銅製中空玉、金環、鐵刀子、鐵鏃、馬貝和鉇。
從石室設計和出土文物推測，古墳建於古墳時代後期（約6世紀後半），特大型的石室也反映了其為高知平野的盟主墳。
1953年，古墳獲指定為高知縣指定史跡。

## 墓室

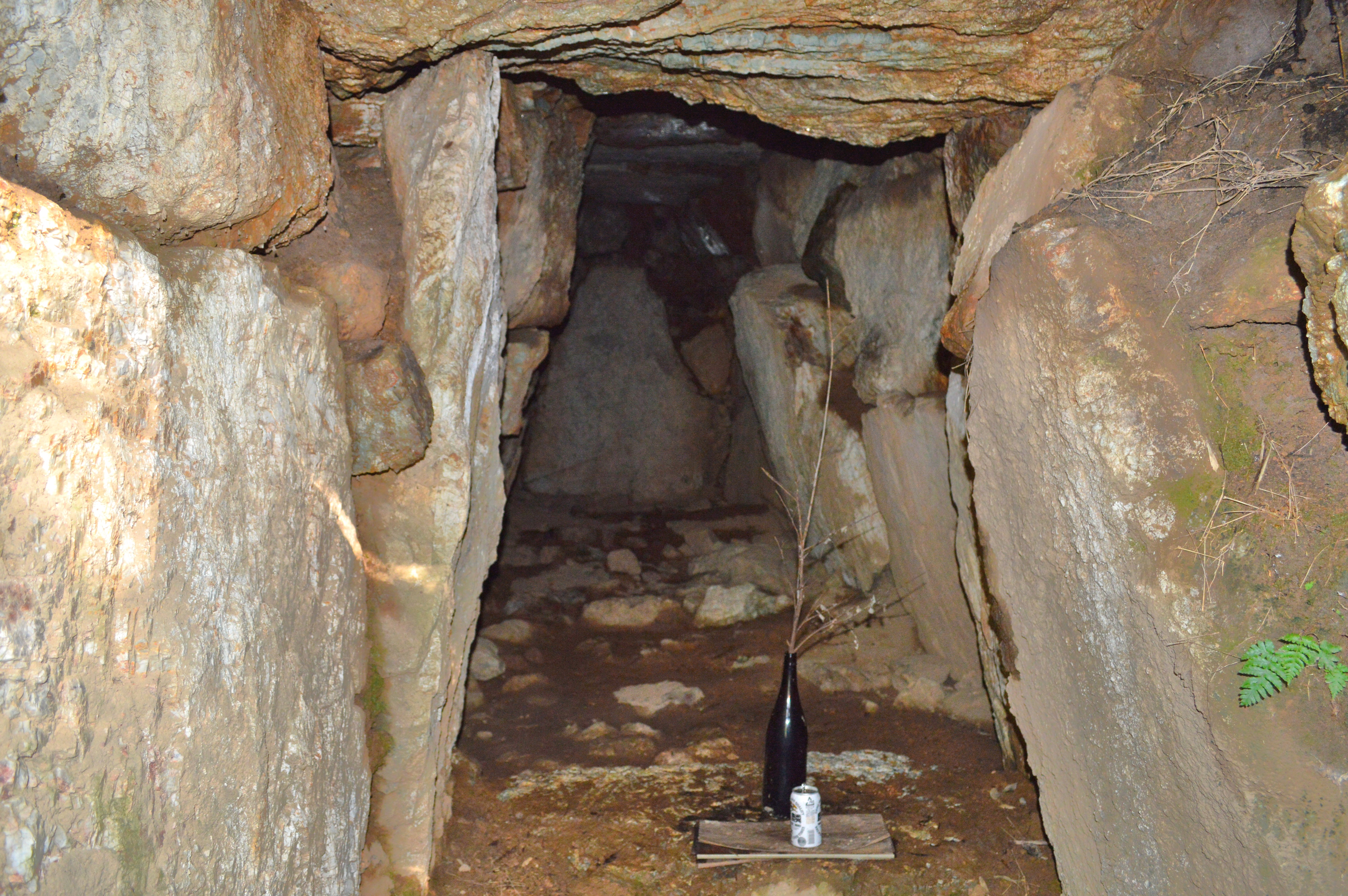
石室内部

墓室為橫穴式石室，規模如下。
- 石室全長：10.75米
- 玄室
  - 長：7.50米
  - 寬：1.95米（奧壁附近）、2.18米（玄門附近）
  - 高：2.85米（奧壁附近）、2.84米（玄室中央附近）、2.56米（玄門附近）
- 羨道
  - 長：3.25米
  - 寬：1.43米
  - 高：1.85米

## 文化財

### 高知縣指定文化財
- 史跡
  - 小蓮古墳 - 1953年1月29日指定[3]。

## 外部連結
- 小蓮古墳 （页面存档备份，存于）